# Pristomerus ohioensis
Pristomerus ohioensis là một loài tò vò trong họ Ichneumonidae.